# 화목란

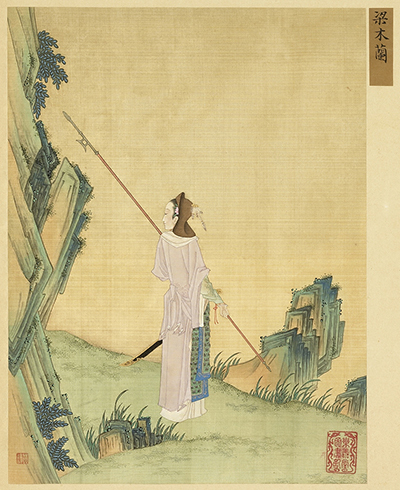
화려주췌수(畫麗珠萃秀)에 묘사된 목란.

화목란(중국어 간체자: 花木兰, 정체자: 花木蘭, 병음: Huā Mùlán 화무란[*])은 중국 남북조시대(420~589년)의 전승 문예 《목란사(木蘭辭)》에 등장하는 여자 영웅이다.
원작에는 목란의 나이나 고향 등에 대한 단서가 전혀 없다. 다만, 원문에 "아침에 노래하며 황하를 떠나니 저녁에는 흑산에 당도했구나"(旦辭黃河去，暮至黑山頭)라거나 "그저 연산에 오랑캐 기마의 낮은 울음만 들릴뿐"(但聞燕山胡騎鳴啾啾)과 같은 구절이 있는 것으로 보아 목란이 복무하였던 곳에 황하, 흑산, 연산과 같은 곳이 포함되었으리라 추측할 수 있다. 화목란의 활동시기에 대한 추측은 한대, 조위, 서진, 북위, 남조 양, 수, 당 등 분분하다.
원문에는 그저 목란이라 밝혀 있는 이름이 화목란으로 알려지게 된 것은 명나라 시대 문인 서위가 여러 잡극 대본을 모은《사성원》(四聲猿)에서 목란의 이야기를 다룬 〈자목란〉(雌木蘭)을 엮으면서 "성씨는 화이고 이름은 목란이다. 한나라 시기 사람"이라고 언급하였기 때문이다.

## 출전
목란 이야기의 원문인 《목란사》는 북위에서 지어졌다고 알려져 있으며, 남조 진 시대의 악부 모음인 《고금악록》에 수록되어 있다.
명나라 시대 문인 서위가 《목란사》를 바탕으로 《자목란참부종군》(雌木蘭替父從軍, 여자인 목란이 아버지를 대신에 군대에 가다)을 엮었다. 이 이야기에서 화목란이라는 이름이 나왔다. 17세기 저인획(褚人穫)이 엮은 《수당연의》에서 화목란은 동생으로 화우란이 있고 두선랑이라는 다른 등장인물과 결의자매가 된다. 청나라 시기 백과사전격 유서(類書)인 《유해총목재요》의 자목란 항목은 "목란의 원래 이름은 알려져 있지 않고 화목란이라 불리는 것은 명나라 서위가 그렇게 부르기 시작한 것"이라고 설명하고 있다.

## 관련 작품
화목란은 오랫동안 중국에서 전해지던 이야기로 시, 극, 그림 등의 소재가 되었다.
- 《목란사》- 남북조 시기의 악부
- 《목란종군》 , 《화목란》, 《대부치》- 목란의 이야기를 다룬 경극, 가자희, 예극, 진강, 월극, 평극 등의 형식으로 공연된 연극
- 《목란종군》 - 1928년 중국에서 만들어진 무성영화. 리단단이 주연을 맡았다.
- 《화목란》- 2009년 중국에서 만들어진 영화. 자오웨이가 주연을 맡았다.
- 《뮬란》 - 1998년 디즈니가 제작한 애니메이션.
- 《뮬란》 - 2020년 디즈니가 제작한 영화.

## 같이 보기
- 목란사
- 뮬란